# Sきっぷ

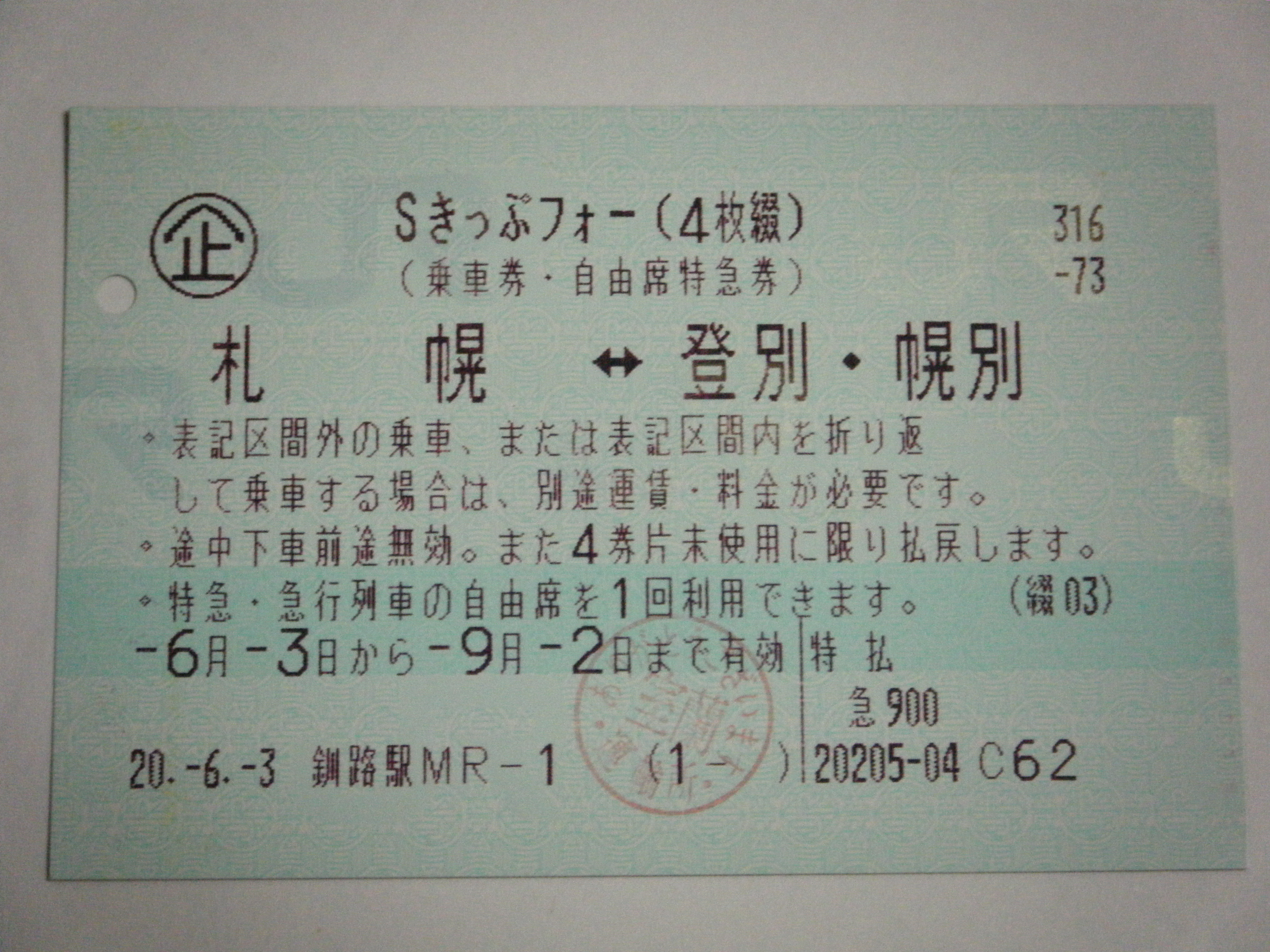
Sきっぷフォー（マルス発行）

自由席往復割引きっぷ（Sきっぷ）とは、北海道旅客鉄道（JR北海道）・四国旅客鉄道（JR四国）が発売する特別企画乗車券。2015年3月13日までは東日本旅客鉄道（JR東日本）でも扱っていた。指定された区間において、比較的近距離の区間の往復に新幹線あるいは特急列車の普通車自由席が通常より安く利用できる。

## JR北海道のSきっぷ
札幌駅から2時間以内程度で移動できる区間との間を中心に、道内の比較的近距離の区間で設定されている。対札幌の移動において高速バスとの競争が激しく、それに対抗する手段として発売しているため多くの特急利用者がこの切符を使用する。通常運賃・料金のおよそ3割から4割程度の割引率である。
JR北海道の指定席券売機、みどりの窓口および旅行センター（ツインクルプラザ）にて通年発売。有効期間は購入から6日間で、子供料金は通常の半額となる。一部は到着駅でレール＆レンタカーが利用可能である。別に指定料金券を買い足せば指定席、グリーン料金券を買い足せばグリーン席の利用が可能になる。かつては一部区間においてSきっぷが4枚綴り（2往復分）の回数券タイプになった「Sきっぷフォー」が設定されており、片道あたりの金額は通常のSきっぷよりやや安く、有効期間も発売から3か月間と長かった。Sきっぷフォーについては、北海道新幹線の開業と同じ2016年3月25日をもって全ての区間で発売を終了した。
途中下車は前途無効（かつて設定されていた札幌⇔静内と札幌⇔浦河については乗車当日のみ苫小牧駅での途中下車が可能であった）。
事故や荒天などで到着が定時より2時間以上遅れた場合には、券面に記載された「特払」の金額が払い戻しとなる。
札幌⇔士別、札幌市内⇔名寄（かつて設定されていた札幌市内⇔美深も）に関しては旭川駅での乗換に限り、2つの特急列車を乗り継ぐことができる。また札幌⇔富良野は滝川経由根室本線あるいは直通列車のみ利用可能で、旭川経由富良野線の利用は不可。

### 設定区間
Sきっぷの設定区間
- 札幌⇔岩見沢
- 札幌⇔美唄
- 札幌⇔砂川
- 札幌⇔滝川
- 札幌⇔深川
- 札幌⇔旭川
- 札幌⇔士別
- 札幌市内⇔名寄

- 旭川⇔深川
- 旭川⇔滝川
- 旭川⇔北見
- 旭川⇔網走
- 旭川⇔稚内

### 過去の設定区間
●がある区間はSきっぷのみ発売し、●がない区間はSきっぷ・Sきっぷフォーの両方を発売していた。
2009年3月31日以前の設定区間
- 登別⇔苫小牧
- 八雲⇔長万部
- 函館⇔知内●
- 旭川⇔苫小牧
- 旭川⇔登別・幌別
- 旭川⇔東室蘭・室蘭
- 北見⇔美幌
- 旭川⇔留辺蘂●
- 旭川⇔美幌●

2015年3月31日以前の設定区間
- 札幌⇔トマム●
- 札幌⇔芦別
- 札幌⇔静内
- 札幌市内⇔浦河
- 札幌市内⇔美深
- 札幌⇔上川
- 新千歳空港⇔美唄
- 新千歳空港⇔苫小牧●
- 旭川⇔留萌
- 旭川⇔遠軽●
- 北見⇔網走

2016年3月20日以前の設定区間
- 函館⇔木古内

2016年3月25日以前の設定区間
- 札幌⇔苫小牧
- 札幌⇔白老
- 札幌⇔登別・幌別
- 札幌⇔東室蘭・室蘭
- 札幌⇔伊達紋別
- 札幌⇔洞爺
- 札幌⇔富良野
- 札幌⇔新得●
- 札幌⇔十勝清水●

- 新千歳空港⇔登別・幌別●
- 新千歳空港⇔東室蘭・室蘭
- 新千歳空港⇔伊達紋別●
- 新千歳空港⇔洞爺●
- 新千歳空港⇔岩見沢●
- 新千歳空港⇔砂川●
- 新千歳空港⇔滝川
- 新千歳空港⇔深川●
- 新千歳空港⇔旭川
- 苫小牧⇔東室蘭・室蘭

- 函館⇔東室蘭・室蘭●
- 函館⇔伊達紋別●
- 函館⇔洞爺●
- 函館⇔長万部●
- 函館⇔八雲●
- 函館⇔森●
- 函館⇔大沼公園

- 旭川⇔新札幌
- 帯広⇔釧路●

### 関連商品
- Rきっぷ（JR北海道） - 指定区間の往復に特急列車の普通車指定席が利用可能。
- グリーン往復割引きっぷ（JR北海道） - 指定区間の往復に特急列車のグリーン車指定席が利用可能。
- 札幌休日きっぷ（JR北海道） - Sきっぷの対札幌利用が特に多い区間に設定。土休日に限り更に安くSきっぷが利用できる（札幌からの利用は不可）。

## JR東日本のSきっぷ
新潟県内で設定されていた。取り扱いはみどりの窓口および旅行センター（びゅうプラザ）にて通年販売だが、指定区間ごとに発売箇所が指定されている。有効期間は4日間で、小児運賃は通常の半額となる。なお、新幹線Wきっぷへの移行に伴い、2015年3月13日で発売終了、3月16日で利用終了となった。設定区間については、Sきっぷの設定区間をそのまま引き継ぐ。お得なきっぷ(Sきっぷ) - JR東日本ホームページ

### 設定区間
- 新潟⇔長岡
- 新潟⇔燕三条
- 新潟⇔浦佐
- 新潟⇔越後湯沢
- 長岡⇔燕三条

## JR四国のSきっぷ
徳島駅・高松駅・松山駅・高知駅を起点に設定されている。往復券と販路を自社スマートフォンアプリ「しこくスマートえきちゃん」上に限定した片道券の「スマえき Sきっぷ」がある。取り扱いは往復券がJR四国内のみどりの窓口及びワープ支店、旅行センター（ワーププラザ）及び往路発駅の自動券売機(指定席券売機含む)にて通年販売し、現金のみとなる近距離用自動券売機を除き現金･クレジットカード決済が可能、「スマえき Sきっぷ」は「しこくスマートえきちゃん」のアプリ内でのみで取扱い、決済方法もアプリに登録したクレジットカード、アプリをダウンロードしたスマートフォン内にインストールしたPayPayアプリのみで行う。有効期間は往復券が4日間、「スマえき Sきっぷ」は購入時指定した利用開始日当日限り有効となっているが、利用開始前であれば利用開始日の変更や、逆区間への変更が可能である。2022年11月30日まで発売されていた4枚回数券は有効期間が3カ月間に設定されていた。子供料金は通常の半額で、往復券に関しては大人の券1枚で子供が2人まで利用可能。また、「スマえき Sきっぷ」では、同一旅程に限り1台のスマートフォンで複数人分の切符を1画面で提示することが可能。2022年3月をもって6区間は発売終了して伊予市駅起終点の区間設定が廃止された。この時点では残りの区間は価格改定されて往復券･4枚回数券ともに販売継続となった。
2022年11月28日に「しこくスマートえきちゃん」アプリがサービス開始した事から、同日時点のSきっぷ設定区間を対象に2022年12月1日から「スマえき Sきっぷ」の販売が開始された。「しこくスマートえきちゃん」アプリに利用者登録し、アプリに登録したクレジットカードもしくはPayPayのみに決済方法を限定して販売するもので、発駅改札通過前と着駅改札通過後に利用者側で利用開始･終了操作を行って、改札口や車内改札では利用中のデジタル乗車券画面を提示する事で利用できるチケットレスサービスとなっている。同切符では、発券単位を片道切符とする代わりに設定区間の特急自由席を利用した際の片道料金が区間最安値になるように設定され、これに伴い4枚回数券が2022年11月30日を以て販売終了となった。

### 設定区間
往復券のみの指定区間は●、4枚回数券のみの指定区間は▲。
- 高松⇔観音寺
- 高松⇔川之江
- 高松⇔伊予三島
- 高松⇔新居浜
- 高松⇔伊予西条
- 高松⇔今治●
- 高松⇔徳島
- 松山⇔川之江
- 松山⇔伊予三島
- 松山⇔新居浜

- 松山⇔伊予西条
- 松山⇔壬生川
- 松山⇔今治
- 松山⇔内子
- 松山⇔伊予大洲
- 松山⇔八幡浜
- 松山⇔卯之町
- 松山⇔伊予吉田
- 松山⇔宇和島

- 高知⇔須崎
- 高知⇔窪川
- 徳島⇔阿波池田

### 過去の設定区間
2022年3月31日以前の設定区間
- 伊予市⇔八幡浜■
- 伊予市⇔卯之町■
- 伊予市⇔伊予吉田■
- 伊予市⇔宇和島■
- 高知⇔佐川■
- 高知⇔土佐久礼■

### 関連商品
- 指定席Sきっぷ（JR四国） - 指定区間の往復に特急列車の普通車指定席が利用可能。
- くろしおSきっぷ（JR四国） - 土佐くろしお鉄道中村線・宿毛線経由の指定区間の往復に特急列車の普通車自由席が利用可能。普通車指定席が利用可能なくろしお指定席Sきっぷと、「しこくスマートえきちゃん」アプリでのみ販売される片道単位で利用可能な「スマえき　くろしおSきっぷ」も販売されている。4枚回数券は、JR四国管内のSきっぷ4枚回数券同様に2022年11月30日をもって販売終了となった。
- 週末自由席早トクきっぷ（JR四国） - 高松⇔徳島のみの設定で前日まで販売。土休日に限り更に安くSきっぷが利用できる。
- 松山路面電車Sきっぷ（JR四国） - 対松山のSきっぷと松山路面電車(伊予鉄道運行)の1日券がセットになった切符。